# Kościół Najświętszego Serca Pana Jezusa w Podgoricy
Kościół Najświętszego Serca Pana Jezusa w Podgoricy (czarnogórski i serbski: Crkva Presvetog Srca Isusovog/Црква Пресветог Срца Исусовог) – jedyny kościół rzymskokatolicki w Podgoricy w Czarnogórze. Został zbudowany w 1969 roku, zastępując kościół w centrum miasta, który zbombardowano w czasie II wojny światowej. Kościół znajduje się w dzielnicy Konik.

## Konstrukcja
Kościół został zbudowany w 1969 roku po przywróceniu parafii w mieście. Został zaprojektowany przez prof. Zvonimira Vrkljana z Uniwersytetu zagrzebskiego i jego konstrukcja miała przypominać statek. Konsekracji dokonał 29 czerwca 1969 roku bp Aleksandar Tokić, ówczesny arcybiskup rzymskokatolickiej archidiecezji barskiej. Przy kościele stoi wolnostojąca dzwonnica o wysokości 40 m. Z wnętrza świątyni wznosi się z kolei wieża o wysokości 25 m, która filtruje światło, aby oświetlić ołtarz. Fasada kościoła nigdy nie została dokończona.